# Xocalı (Rayon)
Xocalı ist ein Rayon im Westen Aserbaidschans. Die Hauptstadt des Bezirks ist die Stadt Xocalı (armenisch Chodschalu und seit 2001 Iwanjan genannt). Xocalı liegt im umstrittenen Gebiet Bergkarabach und wird zu großen Teilen von der in der international nicht anerkannten Republik Arzach als Teil der Provinz Askeran verwaltet.

## Geografie
Der Bezirk hat eine Fläche von 922 km². Er liegt im Karabachgebirge und wird von West nach Ost vom Fluss Karkar durchflossen, in dessen Tal auch die größten Orte des Bezirks liegen. Im Norden bildet der Fluss Chatschen abschnittsweise die Grenze zum Nachbarbezirk Kəlbəcər. Vom Rayon eingeschlossen ist die bezirksfreie Stadt Xankəndi (Stepanakert) und zwei Exklaven des südlicheren Bezirks Şuşa.

## Geschichte
Der Bezirk bestand bereits zu sowjetischer Zeit als Teil der Autonomen Oblast Bergkarabach. Diese erklärte sich 1991 für unabhängig und konnte sich im darauf folgenden Krieg als international nicht anerkannte, aber de-facto unabhängige Republik Arzach behaupten. 1992 fand im Zuge des Krieges in der Bezirkshauptstadt das Massaker von Chodschali statt, bei dem viele Aserbaidschaner ums Leben kamen. In Folge des Konflikts floh die verbliebene aserbaidschanische Bevölkerung des Rayon, der von da an von Arzach als Teil der Provinz Askeran verwaltet wurde.
Im Krieg um Bergkarabach 2020 konnte Aserbaidschan Ende Oktober und Anfang November des Jahres Ortschaften im Süden des Bezirks zurückerobern, darunter das größere Dorf Awetaranoz. Seither ist der Bezirk nicht mehr vollständig unter Kontrolle von Arzach.

## Bevölkerung
Der Rayon hat 29.000 Einwohner (Stand: 2021). 2009 betrug die Einwohnerzahl nach aserbaidschanischen Angaben 25.800. Diese verteilen sich auf 57 Siedlungen.

## Wirtschaft
Die Region ist landwirtschaftlich geprägt. Es werden vor allem Getreide, Wein und Gemüse angebaut sowie Viehzucht betrieben. Vor 1992 gab es ein Werk für Baumaterialien sowie Keltereien und Brauereien.

## Kultur
Nahe der Stadt Xocalı liegt eine antike Nekropolis.